# Архипелаг Гулаг
„Архипелаг Гулаг“ (на руски: Архипелаг ГУЛАГ) е книга на руския писател Александър Солженицин.
Тя представлява документално изследване на съветската система от лагери за принудителен труд ГУЛАГ, основаващо се на свидетелства на очевидци и на личните спомени на автора от престоя му в лагерите. Написана през 1958 – 1968 година, книгата е изнесена тайно от СССР и издадена за пръв път на руски език във Франция през 1973 г. от ИМКА прес, а издаването и става повод малко по-късно авторът да бъде експулсиран от Съветския съюз по решение на Политбюро на КПСС.

## Критика и въздействие
От 2009 г. руските училища дават книгата като задължителна за четене. В разговор с Наталия Решетовская, първата съпруга на Солженицин, руският президент Владимир Путин нарича книгата „много необходима“, докато руското министерство на образованието заявява, че книгата показва „жизненоважно историческо и културно наследство относно историята на страната от 20-ти век". Арсений Рогински, тогава ръководител на правозащитната организация „Мемориал“, приветства подкрепата на Путин за учебника на Солженицин.
През януари 2023 г. руските депутати от парламентарната група на партия „Единна Русия“ на президента Владимир Путин, искат „Архипелаг ГУЛАГ“ на Александър Солженицин да бъде изваден от училищните програми.

## Телевизионен документален филм
На 12 декември 2009 г. руският канал „Россия К“ излъчва телевизионен документален филм на френски: L'Histoire Secrète de l'Archipel du Goulag на Жан Крепу и Никола Милетич, преведен на руски: Тайная история „Архипелага ГУЛАГ“. Документалният филм обхваща събития, свързани с написването и публикуването на Архипелаг ГУЛАГ.